# Martín Sarmiento
Pedro José García Balboa, mais conhecido como Dom Martín Sarmiento (também Martinho Sarmento ou Martim Sarmento) (Villafranca del Bierzo, Espanha, 9 de março de 1695 - Madrid, 7 de dezembro de 1772), frade beneditino, foi uma das grandes figuras galegas do Iluminismo, botânico e considerado um pedagogo pioneiro.
Era sua convicção que "A língua portuguesa pura não é outra do que a extensão da galega", como escreveu em Sobre El Origen de la Lengua Gallega.

## Pedagogia
No seu entender, as crianças deveriam ser ensinadas partindo do conhecido ao desconhecido. O ensino infantil na Galiza deveria em seu ver assentar na língua materna galega, somando-se depois a língua oficial do estado, e desta passando ao latim. As suas reformas idealizadas não se restringiam apenas à língua mas ao próprio método; o professor devia sair da sala de aulas com as crianças e experimentar na prática os conhecimentos. Como exemplo usava o seguinte; se estivessem a ler um texto sobre o comportamento das abelhas, o professor deveria levar a turma toda para fora da escola e ir ver as abelhas na vida real, antes de continuar.  

## Obra
- “Aprobación” de la Ilustración Apologética de Feijoo (Madrid, 1729)
- Planta curiosa sobre entablar los estudios en la Orden Benedictina de España (1729)
- Demonstracion Critico-Apologetica del Theatro Critico Universal (1732)
- Memorias para la historia de la poesía y poetas españoles (1741-45)
- Cartas sobre el estado de la religión benedictina y pago del 8 % (1743)
- Reflexiones Literarias para una biblioteca Real (1743)
- Viaje a Galicia (1745, "Viagem à Galiza")
- Coloquio en mil duascentas coplas galegas ou Colección de voces y frases gallegas ou Coloquio de veinticuatro gallegos rústicos (1746-47)
- Coplas gallegas y Glosario (1746)
- Cartas al Duque de Medinasidonia (1747-1770)
- Sistema de adornos para el nuevo Palacio Real (1747-53)
- Catálogo de algunos libros curiosos y selectos (1748)
- Plano de un nuevo y fácil método para recoger infinitos materiales para una general descripción geográfica y completa de toda la Península y toda la América (1751)
- Notas al privilegio de Ordoño II (1752)
- Disertación sobre el animal zebra, nacido, criado, conocido y cazado antiguamente en España (1752)
- Catálogo de voces vulgares y en especial de voces de diferentes vegetables (1754-55)
- Viaje a Galicia de Fr. Martín Sarmiento (1754-1755)
- Sobre el Origen de la Lengua Gallega y sobre la Paleografía española (1755)
- Sobre el chasco que se da a los gallegos en la Cruz de Ferro (1756)
- Sobre los vegetables kali, sosa y la barrilla (1756)
- Apuntamientos para un discurso sobre la necesidad que hay en España de unos buenos caminos reales y de su pública utilidad (1757)
- De los atunes y de sus transmigraciones (1757)
- Sobre el chasco del meco (1757)
- Mostayo, en castellano, en León, Asturias y Bierzo mostayo, en Liébana mostazo (1757)
- El porqué si y el porqué no (1758)
- Sobre los castellanos de Orense (1758)
- Etimología de la voz Valdeorras y de su puente Cigarrosa (1758)
- Sobre los maragatos (1758)
- Ir a la guerra, navegar, y casar, no se puede aconsejar (1758)
- Onomástico etimológico de la lengua gallega (1758-69)
- Geografía de las cuatro vías militares que salían de Braga a Astorga (1759)
- Disertación sobre las eficaces virtudes y uso de la planta llamada carqueixa (1759)
- Noticia de la Verdadera patria (Alcalá) de El Miguel de Cervantes (1761)
- Tiempo de marras (1761)
- Sobre el origen de las bubas (1761)
- Sobre el origen del nombre Samanos (1761)
- Problema Chorográfico para describir Galicia con un nuevo método (1762)
- La Educación de los niños
- La Pantómetra del P. Sarmiento (fragmento da anterior)
- Nacimiento y crianza de San Fernando en Galicia (fragmento de La Educación de los niños)
- Sobre un grande espejo de piedra durísima y cristalina que vino de América. Piedra negra de la América llamada gallinaza, también conocido como discurso sobre la singularísima piedra negra del ara de Lugo (1766) editado por Antolín López Peláez co título Las aras de la catedral de Lugo
- Elementos Etimológicos, siguiendo el método de Euclides, y sobre el origen de las lenguas (1766)
- Catálogo de los pliegos que yo, Fray Martín Sarmiento, benedictino y profeso en San Martín de Madrid, he escrito de mi mano, pluma y letra sobre diferentes asuntos (1767)
- La educación de la Juventud (1768)
- Sobre métodos de estudios de San Isidro (1769)
- Discurso apologético por el arte de rastrear las etimologías de las lenguas vulgares (1770)
- Epistolario (compilação de cartas editada em 1995)

### Outros artigos
- Rua Sarmiento
- Benito Jerónimo Feijóo
- Iluminismo